# 日田市立博物館
日田市立博物館（ひたしりつはくぶつかん）は、大分県日田市上城内町の複合文化施設アオーゼ内にある博物館である。

## 沿革
1960年（昭和35年）12月1日に、大分県内初の公立博物館として日田市三本松で開館した。1964年（昭和39年）3月には、博物館法に基づく博物館相当施設の指定を受けている。
開館から50年が経過して施設が老朽化するとともに、収蔵施設が十分ではなくなったために、日田市では2010年度（平成22年度）に「日田市立博物館基本構想」を策定。さらに、2014年（平成26年）9月には「日田市複合文化施設整備基本計画」が策定され、博物館エリアについて「日田市立博物館基本構想」を踏まえた整備内容が示された。
そして、この基本計画に基づき複合文化施設が整備されることに伴い、日田市立博物館は2016年（平成28年）4月末にいったん閉館。8月5日にアオーゼの3階に移転して開館した。この移転によって、延床面積は約2-3倍に拡大した。新博物館では、入館者の年間目標を7千人としていたが、開館から4ヶ月後の2016年12月10日には入館者が1万人に達した。

## 展示室
常設展示室を4つの展示ゾーンに分けて、以下の展示を行っている。
- 日田のなりたちゾーン - 地質に関する展示を行うゾーン
- 日田の自然と暮らしゾーン - 自然や民俗に関する展示を行うゾーン
- 日田の星空ゾーン - 宇宙に関する展示を行うゾーン
- 水辺の生き物ゾーン - 水辺の生き物に関する展示を行うゾーン

## 収蔵資料
以下の資料を収蔵している。
- 昆虫標本 - 11,258点
  - 環境省レッドデータブック記載の蝶 - 27種・296点
  - 大分県レッドデータブック（2001年レッドデータブックおおいたを含む）記載の蝶 - 17種・241点
- 植物標本 - 約8,000点（整理中）
- 岩石鉱物・化石標本 - 約1,500点（一部未同定のものを含む）
- 動物剥製・液浸標本 - 23点
- 貝類・甲殻類標本 - 約1,000点

## 旧博物館の概要
軽量鉄骨2階建てで、1-2階に展示室があった。1964年（昭和39年）には博物館東側に事務室が増設されていた。
- 敷地面積 - 345m2
- 建物面積 - 269m2
  - 展示室面積 - 172m2
  - 事務室 - 27m2
  - 昆虫標本収蔵庫（2階倉庫） - 4m2
  - 1階倉庫 - 7m2
  - その他 - 59m2